# Higuera de la Serena
Higuera de la Serena – gmina w Hiszpanii, w prowincji Badajoz, w Estramadurze, o powierzchni 58,4 km². W 2011 roku gmina liczyła 1025 mieszkańców.